# رئيس وزراء باكستان
رئيس وزراء باكستان (بالأردية: وزیر اعظم)، هو رئيس الحكومة في باكستان ويعين «رئيسًا تنفيذيًّا للجمهورية».
يقود رئيس الوزراء السلطة التنفيذية في الحكومة، ويشرف على النمو الاقتصادي، ويقود المجلس الوطني الباكستاني، ويرأس مجلس المصالح المشتركة بالإضافة إلى مجلس الوزراء، وهو مخول بسلطة الأمر فيما يخص الترسانات النووية. يضع هذا المنصب صاحبه في دور قيادة الأمة والتحكم بكل شؤون السياسة الداخلية والخارجية. ينتخب رئيس الوزراء من قبل أعضاء المجلس الوطني ولذا عادةً ما يكون قائد حزب الأكثرية في البرلمان. يعطي دستور باكستان السلطات التنفيذية لرئيس الوزراء، المسؤول عن تعيين مجلس الوزراء بالإضافة إلى إدارة السلطة التنفيذية، واتخاذ القرارات التنفيذية والمصادقة عليها، والتعيينات والترشيحات التي تتطلب الموافقة التنفيذية لرئيس الوزراء.
دستوريًّا، يوكل رئيس الوزراء بدور المستشار الأول لرئيس باكستان في الشؤون الحساسة ويلعب دورًا مؤثرًا في التعيينات في كل فروع القيادة العسكرية بالإضافة إلى ضمان سيطرة الجيش عن طريق هيئة الأركان المشتركة. نمت سلطات رئيس الوزراء بشكل كبير مع نظام دقيق من التدقيق والمحاسبة بين السلطات. غاب هذا المنصب خلال كل من لفترات الزمنية الممتدة بين أعوام 1960-73، و1977-85، و1999-2002 بسبب فرض قانون الحكم العسكري. في كل من تلك الفترات، كان للعسكر بقيادة الرئيس سلطات وصلاحيات رئيس الوزراء.

## تاريخ رئاسة وزراء باكستان
أنشئ منصب رئاسة الوزراء كأثر مباشر عقب تقسيم وتأسيس باكستان في عام 1947؛ كان رئيس الوزراء موجودًا إلى جانب الحاكم العام الذي كان مندوب المملكة البريطانية. مارس أول رئيس وزراء، لياقت علي خان، سلطات تنفيذية مركزية حتى اغتياله في عام 1951. ولكن السلطات بدأت تتقلص ببطء نتيجة التدخل المستمر للحاكم العام. رغم إعطاء أول نسخة من الدستور السلطة المركزية في عام 1956، فقد أقال الحاكم العام رؤساء الوزراء الستة التالين من عام 1951 حتى 1957. بالإضافة إلى ذلك فقد طورت النسخة الأولى من الدستور منصب الحاكم العام ليصبح رئيس باكستان مع إعلان البلاد «جمهوريةً إسلاميةً». في عام 1958، أقال الرئيس إسكندر ميرزا رئيس الوزراء السابع ليعلن فرض الحكم العسكري خلال أسبوعين فقط، أطاح القائد العام للجيش أيوب خان الذي كان قد تولى منصب رئاسة الوزراء لفترة قصيرة بالرئيس ميرزا.
في عام 1962، حلت النسخة الثانية للدستور مكتب رئاسة الوزراء بشكل كلي وأعطيت كل السلطات لرئيس باكستان. أثيرت انتقادات حول الرئاسة ومركزية السلطة بعد الانتخابات الرئاسية التي أقيمت في عام 1965. بعد الانتخابات العامة المقامة في عام 1970، أُسس المكتب من جديد مع تولي نورول أمين لمنصب رئاسة الوزراء الذي كان أيضًا نائبًا للرئيس. انهارت المفاوضات بين ذو الفقار علي بوتو، ومجيب الرحمن، ويحيى خان ما أدى إلى قيام حركة التحرير في شرق باكستان. أدى تدخل الهند في شرق باكستان واعتراف باكستان بالهزيمة لإنهاء الحرب إلى انهيار النظام الرئاسي في عام 1971.
مع إعادة فرض دستور شامل في عام 1973، أعيد إنشاء المنصب مع إعطائه سلطات مركزية أكبر إذ وفر الدستور نظامًا برلمانيًّا يكون فيه رئيس باكستان رئيسًا ذا صلاحيات شكلية. وسط تأجيج تحالف الأحزاب اليمينية للهياج تدخل الجيش في عام 1977 وأوقف العمل بمنصب رئاسة الوزراء.
استعادت الانتخابات العامة المقامة في عام 1985 المنصب، وأصبح محمد خان جونيجو رئيسًا للوزراء. أقر المجلس الوطني لاحقًا في العام نفسه التعديل الدستوري الثامن المثير للجدل، والذي يعطي الرئيس صلاحية إقالة رئيس الوزراء والمجلس الوطني دون استشارة مسبقة. نتج عن الانتخابات العامة في عام 1988 تولي بينظير بوتو من حزب الشعب الباكستاني لمنصب رئاسة الوزراء لتصبح أول امرأة تنتخب لمنصب رئاسة الوزراء في بلد مسلم.
استمر صراع السلطات بين رئيس الوزراء والرئاسة بين عامي 1988 و1993 مع إقالة الرئيس للمجلس الوطني الباكستاني في ثلاث مناسبات مختلفة. في انتخابات 1977، أمنت الرابطة الإسلامية الباكستانية (ن) أكثرية الثلثين في البرلمان وكتبت التعديلين الدستوريين الثالث عشر والرابع عشر لنسخ (عكس مفعول) التعديل الثامن للدستور؛ ما سمح لنواز شريف بمركزة سلطات تنفيذية أكبر. بعد سحب العلاقات المدنية العسكرية في عام 199، خطط جنرال هيئة الأركان المشتركة برويز مشرف انقلابًا ضد حكومة الرابطة الإسلامية الباكستانية (ن) وأقام انتخابات وطنية في عام 2002.
مع عدم حصول أي حزب على الأثرية، تشكل تحالف بقيادة الرابطة الإسلامية الباكستانية (ق) – المنشق عن الرابطة الإسلامية (ن) وهو حزب مؤيد لمشرف – إلى جانب الحركة القومية المتحدة. بعد بعض الجدل السياسي، أصبح ظفر الله جمالي رئيسًا للوزراء، وأقر التعديل الدستوري السابع عشر الذي أعاد سلطة الرئيس جزئيًّا فيما يخص حل المجلس الوطني، ولكن جعل القرار مرهونًا بموافقة المحكمة الدستورية العليا لباكستان.
استقال رئيس الوزراء جمالي بسبب القضايا الخلافية المتعلقة بفصل السلطات في عام 2004، وعُين شوكت عزيز في النهاية رئيسًا للوزراء، حاصلًا على 151 من 191 صوتًا في المجلس الوطني. شمل التعديل السابع عشر نظامًا شبه رئاسي يسمح للرئيس بالاستمرار في التدخل في السلطة التنفيذية والقضائية. نتج عن الانتخابات العامة المقامة في 2008 صعود حزب الشعب الباكستاني للسلطة ودعم الحركة المطالبة بإقالة برويز مشرف. سمحت حركة مثقفين شعبوية أدت إلى إقالة برويز مشرف لآصف زرداري بتولي الرئاسة. في عام 2010 أُقر التعديل الثامن عشر لدستور باكستان لنسخ التعديل السابع عشر؛ إذ أعاد البلاد لكونها جمهورية برلمانية ديمقراطية. كذلك فقد ألغى التعديل الثامن عشر كل سلطات الرئاسة التي تخولها بالعزل أحادي الجانب للبرلمان وألغى كل الصلاحيات التي كدسها الرئيسان السابقان برويز مشرف وضياء الحق للحفاظ على نظام دقيق للتدقيق والمحاسبة لفصل السلطات.
بعد قضية ازدراء للمحكمة، حرمت المحكمة الدستورية رئيس الوزراء يوسف رضا جيلاني من حق الترشح للمنصب بشكل مؤبد. كان مرشح حزب الشعب الباكستاني في الأصل هو مخدوم شهاب الدين، ولكنه أجبر على الانسحاب بعد أن أصدرت بحقه لجنة مكافحة المخدرات مذكرات اعتقال دون حق كفالة. أصبح رجا برويز مشرف رئيس الوزراء وبقي في منصبه حتى عام 2013. كادت الانتخابات العامة المقامة في عام 2013 تشهد أغلبية ساحقة للرابطة الإسلامية الباكستانية (ن). بعدها انتخب نواز شريف رئيسًا للوزراء، عائدًا للمنصب للمرة الثالثة بعد غياب دام أربعة عشر عامًا، في عملية انتقال ديمقراطي للسلطة. في يوليو 2017 أجبر نواز شريف على التنحي من منصبه كرئيس للوزراء عقب اتهامات بالفساد.
أقسم عمران خان اليمين ليصبح رئيس وزراء باكستان الثاني والعشرين في 18 أغسطس 2018. وصلت الأزمة الدستورية إلى ذروتها في 10 أبريل 2022 عندما خسر خان تصويت حجب الثقة بأغلبية 174 صوتًا ضده، ليصبح أول رئيس وزراء في تاريخ باكستان يُعزل من منصبه عبر تصويت بحجب الثقة.
انتخب شهباز شريف رئيس وزراء باكستان الثالث والعشرين في 11 أبريل 2022، حيث فاز بأغلبية 174 صوتًا في الجمعية الوطنية الباكستانية، أمضى شريف قرابة عام تقريبًا رئيس وزراء كوقت لإكمال الفترة المتبقية من ولاية عمران خان حتى الانتخابات العامة الباكستانية المقبلة. أعيد انتخاب شهباز شريف للمرة الثانية رئيس وزراء باكستان الرابع والعشرين في 3 مارس 2024، ففاز بأغلبية الأصوات في الجمعية الوطنية الباكستانية ضد عمر أيوب خان في انتخابات مثيرة للجدل.

## قائمة رؤساء وزراء باكستان
| الترتيب                                     | الاسم (الولادة–الوفاة)               | صورة                                                                                    | تولّى المنصب    | ترك المنصب     | الحزب السياسي                         |
| ------------------------------------------- | ------------------------------------ | --------------------------------------------------------------------------------------- | -------------- | -------------- | ------------------------------------- |
| 1                                           | لياقت علي خان (1896–1951)            |                                                                                         | 14 أغسطس 1947  | 16 أكتوبر 1951 | الرابطة الإسلامية                     |
| 2                                           | خواجة ناظم الدين (1894–1964)         |                                                                                         | 17 أكتوبر 1951 | 17 أبريل 1953  | الرابطة الإسلامية                     |
| 3                                           | محمد علي بوغرا (1909–1963)           | A black-and-white head ean shoulder shoot of a man wearing white shirt and a black tie. | 17 أبريل 1953  | 12 أغسطس 1955  | الرابطة الإسلامية                     |
| 4                                           | تشودري محمد علي (1905–1980)          | A black-and-white head ean shoulder shoot of a man wearing white shirt and a black tie. | 12 أغسطس 1955  | 12 سبتمبر 1956 | الرابطة الإسلامية                     |
| 5                                           | حسين شهيد سهروردي (1892–1963)        | A black-and-white head ean shoulder shoot of a man wearing white shirt and a black tie. | 12 سبتمبر 1956 | 17 أكتوبر 1957 | رابطة عوامي                           |
| 6                                           | إبراهيم إسماعيل جندريكار (1898–1968) | A black-and-white head ean shoulder shoot of a man wearing white shirt and a black tie. | 17 أكتوبر 1957 | 16 ديسمبر 1957 | الرابطة الإسلامية الباكستانية         |
| 7                                           | فيروز خان نون (1893–1970)            | A black-and-white head ean shoulder shoot of a man wearing white shirt and a black tie. | 16 ديسمبر 1957 | 7 أكتوبر 1958  | الحزب الجمهوري                        |
| أُلغي المنصب (7 أكتوبر 1958-7 ديسمبر 1971)   |                                      |                                                                                         |                |                |                                       |
| 8                                           | نور الأمين (1893–1974)               | A black-and-white head ean shoulder shoot of a man wearing white shirt and a black tie. | 7 ديسمبر 1971  | 20 ديسمبر 1971 | الرابطة الإسلامية الباكستانية         |
| أُلغي المنصب (20 ديسمبر 1971-14 أغسطس 1973)  |                                      |                                                                                         |                |                |                                       |
| 9                                           | ذو الفقار علي بوتو (1928–1979)       |                                                                                         | 14 أغسطس 1973  | 5 يوليو 1977   | حزب الشعب الباكستاني                  |
| أُلغي المنصب (5 يوليو 1977-24 مارس 1985)     |                                      |                                                                                         |                |                |                                       |
| 10                                          | محمد خان جونيجو (1932–1993)          |                                                                                         | 24 مارس 1985   | 29 مايو 1988   | الرابطة الإسلامية الباكستانية (مستقل) |
| أُلغي المنصب (29 مايو 1988-2 ديسمبر 1988)    |                                      |                                                                                         |                |                |                                       |
| 11                                          | بينظير بوتو (1953–2007)              |                                                                                         | 2 ديسمبر 1988  | 6 أغسطس 1990   | حزب الشعب الباكستاني                  |
| مؤقت                                        | غلام مصطفى جاتوي (1931–2009)         |                                                                                         | 6 أغسطس 1990   | 6 نوفمبر 1990  | مكلف                                  |
| 12                                          | نواز شريف (1949– )                   |                                                                                         | 6 نوفمبر 1990  | 18 أبريل 1993  | الرابطة الإسلامية الباكستانية (ن)     |
| مؤقت                                        | بلخ شير مزاري (1928–2022)            |                                                                                         | 18 أبريل 1993  | 26 مايو 1993   | مكلف                                  |
| (12)                                        | نواز شريف (1949– )                   |                                                                                         | 26 مايو 1993   | 18 يوليو 1993  | الرابطة الإسلامية الباكستانية (ن)     |
| مؤقت                                        | معين الدين أحمد قرشي (1930–2016)     |                                                                                         | 18 يوليو 1993  | 19 أكتوبر 1993 | مكلف                                  |
| (11)                                        | بينظير بوتو (1953–2007)              |                                                                                         | 19 أكتوبر 1993 | 5 نوفمبر 1996  | حزب الشعب الباكستاني                  |
| مؤقت                                        | ملك معراج خالد (1916–2003)           |                                                                                         | 5 نوفمبر 1996  | 17 فبراير 1997 | مكلف                                  |
| (12)                                        | نواز شريف (1949– )                   |                                                                                         | 17 فبراير 1997 | 12 أكتوبر 1999 | الرابطة الإسلامية الباكستانية (ن)     |
| أُلغي المنصب (12 أكتوبر 1999-21 نوفمبر 2002) |                                      |                                                                                         |                |                |                                       |
| 13                                          | مير ظفر الله خان جمالي (1944–2020)   |                                                                                         | 21 نوفمبر 2002 | 26 يونيو 2004  | الرابطة الإسلامية الباكستانية (ق)     |
| 14                                          | شودري شجاعت حسين (1940–)             |                                                                                         | 30 يونيو 2004  | 20 أغسطس 2004  | الرابطة الإسلامية الباكستانية (ق)     |
| 15                                          | شوكت عزيز (1949– )                   |                                                                                         | 20 أغسطس 2004  | 16 نوفمبر 2007 | الرابطة الإسلامية الباكستانية (ق)     |
| مؤقت                                        | محمد ميان سومورو (1950– )            | A head and shoulder shoot of a beard man wearing spectacles                             | 16 نوفمبر 2007 | 25 مارس 2008   |                                       |
| 16                                          | يوسف رضا جيلاني (1952–)              |                                                                                         | 25 مارس 2008   | 18 يونيو 2012  | حزب الشعب الباكستاني                  |
| 17                                          | راجه برويز أشرف (1950–)              |                                                                                         | 22 يونيو 2012  | 25 مارس 2013   | الرابطة الإسلامية الباكستانية (ق)     |
| مؤقت                                        | مير هزار خان كهوسو (1929–2021)       |                                                                                         | 24 مارس 2013   | 4 يونيو 2013   | مستقل                                 |
| (12)                                        | نواز شريف (1949–)                    |                                                                                         | 5 يونيو 2013   | 28 يوليو 2017  | الرابطة الإسلامية الباكستانية (ن)     |
| 18                                          | شاهد خاقان عباسي (1958–)             |                                                                                         | 1 أغسطس 2017   | 30 مايو 2018   | الرابطة الإسلامية الباكستانية (ن)     |
| مؤقت                                        | ناصر الملك (1950–)                   |                                                                                         | 1 يونيو 2018   | 17 أغسطس 2018  | مكلف                                  |
| 19                                          | عمران خان (1952–)                    |                                                                                         | 18 أغسطس 2018  | 10 أبريل 2022  | حركة الإنصاف الباكستانية              |
| 20                                          | شهباز شريف (1951–)                   |                                                                                         | 12 أبريل 2022  | 13 أغسطس 2023  | الرابطة الإسلامية الباكستانية (ن)     |
| مؤقت                                        | أنوار الحق كاكر (1971–)              |                                                                                         | 14 أغسطس 2023  | 4 مارس 2024    | حزب عوامي بلوشستان                    |
| 20                                          | شهباز شريف (1951–)                   |                                                                                         | 4 مارس 2024    | في المنصب      | الرابطة الإسلامية الباكستانية (ن)     |